# World Trade Center (2001–heute)
Das World Trade Center [wɝːldˈtɹeɪdˌsɛntɚ] (deutsch Welthandelszentrum, abgekürzt WTC) ist ein Gebäudekomplex in Lower Manhattan in der Metropole New York City.
Der überwiegend aus Bürohochhäusern bestehende Komplex ersetzt auf demselben Gelände das vorhergehende World Trade Center (1973–2001), das durch die Terroranschläge am 11. September 2001 zerstört wurde. Zum WTC gehören neben den sechs geplanten und vier mittlerweile fertiggestellten Wolkenkratzern u. a. das Denkmal und Museum „National September 11 Memorial and Museum“ für die Opfer der Anschläge, der Verkehrsknotenpunkt World Trade Center Transportation Hub, das Einkaufszentrum „Westfield World Trade Center“ und der etwas erhöht angelegte Liberty Park mit der St. Nicholas Greek Orthodox Church. Das Stadtbild prägende Hauptgebäude One World Trade Center (auch Freedom Tower) des neuen World Trade Centers ist mit 541 Metern Höhe und 105 Stockwerken das höchste Gebäude der westlichen Hemisphäre. Das Grundstück mit Parks und Gedenkstätte sowie das One World Trade Center sind im Besitz der Hafenbehörde Port Authority of New York and New Jersey. Eigentümer der anderen Bürohochhäuser ist die Immobiliengesellschaft Silverstein Properties.

## Geschichte

Lageplan

Der Einsturz der Twin Towers zerstörte die zum Komplex gehörenden Gebäude WTC 3 bis 6 und verursachte strukturelles Versagen in weiteren umliegenden Gebäuden, in dessen Folge kurz danach World Trade Center 7 (WTC 7) einstürzte. Das Deutsche Bank Building und die Fiterman Hall des „Borough of Manhattan Community College“ mussten Jahre später abgerissen werden. Der Prozess der Beräumung und Wiederherstellung des Geländes des World Trade Centers dauerte acht Monate, danach begann der Wiederaufbau des Geländes.
Am 7. Mai 2002 erfolgte der Spatenstich für das erste neue Gebäude, das 7 World Trade Center (7 WTC), dessen Neubau 2006 abgeschlossen war. Es wurde auf dem Grundstück des eingestürzten WTC 7 erbaut. Da das Grundstück außerhalb des eigentlichen World-Trade-Center-Vierecks liegt, konnte schon frühzeitig mit dem Bau begonnen werden. 2003 setzte Bauherr Larry Silverstein als leitenden Architekten für das gesamte Areal seinen Stammarchitekten David Childs und dessen Architekturbüro Skidmore, Owings and Merrill gegen Daniel Libeskind durch, dessen Entwürfe zunächst den Ausschreibungswettbewerb gewonnen hatten. Silverstein warf den emotional geprägten Bauvisionen Libeskinds fehlende Wirtschaftlichkeit vor. Childs pflegte eine längere Geschäftsbeziehung zu Silverstein und hatte schon das 7 WTC für ihn entworfen. Zudem hatte Silverstein ihn Anfang August 2001 mit Sanierungskonzepten für die Zwillingstürme beauftragt. Kurz nach deren Zerstörung beauftragte Silverstein ihn, erste Entwürfe für eine Neubebauung des Ground Zero anzufertigen. Im Verlaufe der Bauarbeiten kam es zwischen Silverstein, der Stadt New York und der Hafenbehörde zu mehreren Rechtsstreitigkeiten, die zu temporären Baustopps und erheblichen Verzögerungen führten.
Am 6. September 2005 begannen am Ground Zero die Bauarbeiten des vom spanischen Architekten Santiago Calatrava entworfenen neuen World-Trade-Center-U-Bahnhofs. Die Kosten für das aus öffentlicher Hand finanzierte Bauprojekt verdoppelten sich nach über zehnjähriger Bauzeit von veranschlagten knapp zwei Milliarden auf 3,85 Milliarden US-Dollar. Die am 4. März 2016 eröffnete World Trade Center Transportation Hub war zu dieser Zeit der teuerste Bahnhof der Welt.
Im Herbst 2006 wurde das Designkonzept der übrigen Bürotürme des neuen World-Trade-Center-Komplexes vorgestellt. Am 19. Dezember 2006 erfolgte auf dem als Ground Zero bekannten Gelände die Grundsteinlegung für den Bau des One World Trade Centers des Architekten David Childs. Von 2006 bis 2011 riss man das Deutsche Bank Building phasenweise ab. An dessen Stelle entsteht das 5 World Trade Center (5 WTC), dessen Fundament bereits im November 2013 fertiggestellt, der Weiterbau nach geänderter Planung aber noch nicht feststeht. Die Fiterman Hall wurde im November 2009 abgerissen und bis September 2012 wieder aufgebaut.
Das am 10. Mai 2013 in der Höhe fertiggestellte und am 3. November 2014 eröffnete One World Trade Center ist mit einer symbolischen Höhe von 541,3 Metern (1776 Fuß) das höchste Gebäude der westlichen Hemisphäre sowie das siebthöchste der Welt. Das hauptsächlich von der New Yorker Hafenbehörde mit Steuergeldern finanzierte One World Trade Center entstand aus einem Joint Venture mit dem New Yorker Immobilienunternehmen Durst Organization und war mit Baukosten von 3,8 Milliarden US-Dollar das mit Abstand teuerste Bürogebäude der Welt.
Der Bau von Two World Trade Center (2 WTC) wurde Mitte 2013 bis zum Straßenniveau abgeschlossen, wobei die Arbeiten am Rest des Gebäudes vorerst eingestellt wurden, bis Mieter gefunden werden. Im November 2013 eröffnete das Four World Trade Center (4 WTC) mit zwei Regierungsbehörden als erste Mieter. Der Baubeginn für den Liberty Park, ein neuer erhöht gelegener Park auf dem Dach des später fertiggestellten Vehicle Security Center (VSC), fand Ende 2013 statt. Die Hafenbehörde stellte im Dezember 2013 dafür etwa 50 Millionen US-Dollar bereit. Das Museum der Nationalen Gedenkstätte des 11. September wurde am 15. April 2014 für die Familien der Opfer und sechs Tage später für die breite Öffentlichkeit geöffnet.
Im Jahr 2016 wurden am 29. Juni der Liberty Park und am 16. August die unterirdische Shoppingmall Westfield World Trade Center eröffnet. Die Westfield Group investierte 1,4 Milliarden US-Dollar in die doppelgeschössige Einkaufspassage, die über hundert Geschäften insgesamt 34.000 m² Verkaufsfläche bietet. Zusätzlich wurden in den jeweils fünf unteren Stockwerken des Three World Trade Centers und Four World Trade Centers Geschäfte und Boutiquen eingerichtet. Das Performing Arts Center at the World Trade Center (Zentrum für darstellende Künste), zwischen One World Trade Center und 2 World Trade Center gelegen, benannte man im Sommer 2016 nach dem Geschäftsmann Ronald Perelman, der für den Bau 75 Millionen Dollar spendete. Das Zentrum wurde am 13. September 2023 eröffnet.
Das Vehicular Security Center (VSC), ein sicherer Tunnel-Komplex für die Versorgung des gesamten WTC mit Tiefgarage für Besucher und Beschäftigte am Südrand des World Trade Centers, wurde 2017 seiner Bestimmung übergeben. Im Juni 2018 wurden die Bauarbeiten für das Three World Trade Center abgeschlossen. Im selben Jahr fand am 8. September nach 17 Jahren die Wiedereröffnung der U-Bahn-Station WTC Cortlandt an der Greenwich Street/Cortlandt Way statt. Die Station wird von der Linie  der New York City Subway bedient. Der Nachfolgebau der ebenfalls am 11. September 2001 zerstörten St. Nicholas Greek Orthodox Church, die direkt neben dem zerstörten WTC 2 lag, wurde im April 2022 unweit ihres alten Standortes fertiggestellt und am 4. Juli 2022 offiziell eröffnet. Sie befindet sich an der Liberty Street auf dem Dach des Vehicular Security Center, auf dem auch der Liberty Park liegt. Die WTC-Gebäude 2, 3 und 4 World Trade Center sind Eigentum der Silverstein Properties.
Im September 2024 stellte Silverstein Properties aktualisierte Architekturmodelle von 2 World Trade Center und 5 World Trade Center innerhalb des gesamten Modells vom World Trade Center-Komplex vor. Für die Entwicklung von 2 World Trade Center ist mittlerweile Foster + Partners zuständig. Die Höhe des Wolkenkratzers wurde auf 1348 Fuß (411 m) geändert und der kubische Baukörper zeigt eine Reihe von abgestuften Rücksprüngen und Ausschnitten, die mit bepflanzten Terrassen gekrönt werden. 5 World Trade Center wird als ein Wohnwolkenkratzer mit einer Höhe von 920 Fuß (280 m) errichtet und 1325 Mietwohnungen, davon 40 % als Sozialwohnungen, einige Büros und Einzelhandel beherbergen.

## Bauwerke

### Bürogebäude
Neue Gebäude auf dem Gelände des World Trade Centers (Baustatus: Stand 2024):
- One World Trade Center, 1 World Trade Center (Höhe: 541 Meter; Architekt David Childs), Eröffnung am 3. November 2014.
- Two World Trade Center, 200 Greenwich Street (Höhe: 374,9 Meter; Architekt Norman Foster, Foster + Partners), Stand 2025 gestoppt.[11]
- Three World Trade Center, 175 Greenwich Street (Höhe 356,9 Meter; Architekt Richard Rogers), Eröffnung am 11. Juni 2018.
- Four World Trade Center, 150 Greenwich Street (Höhe 297,7 Meter; Architekt Fumihiko Maki), Eröffnung am 13. November 2013.
- 7 World Trade Center, 250 Greenwich Street (Höhe: 228 Meter; Architekt David Childs), Eröffnung am 23. Mai 2006.

One World Trade Center
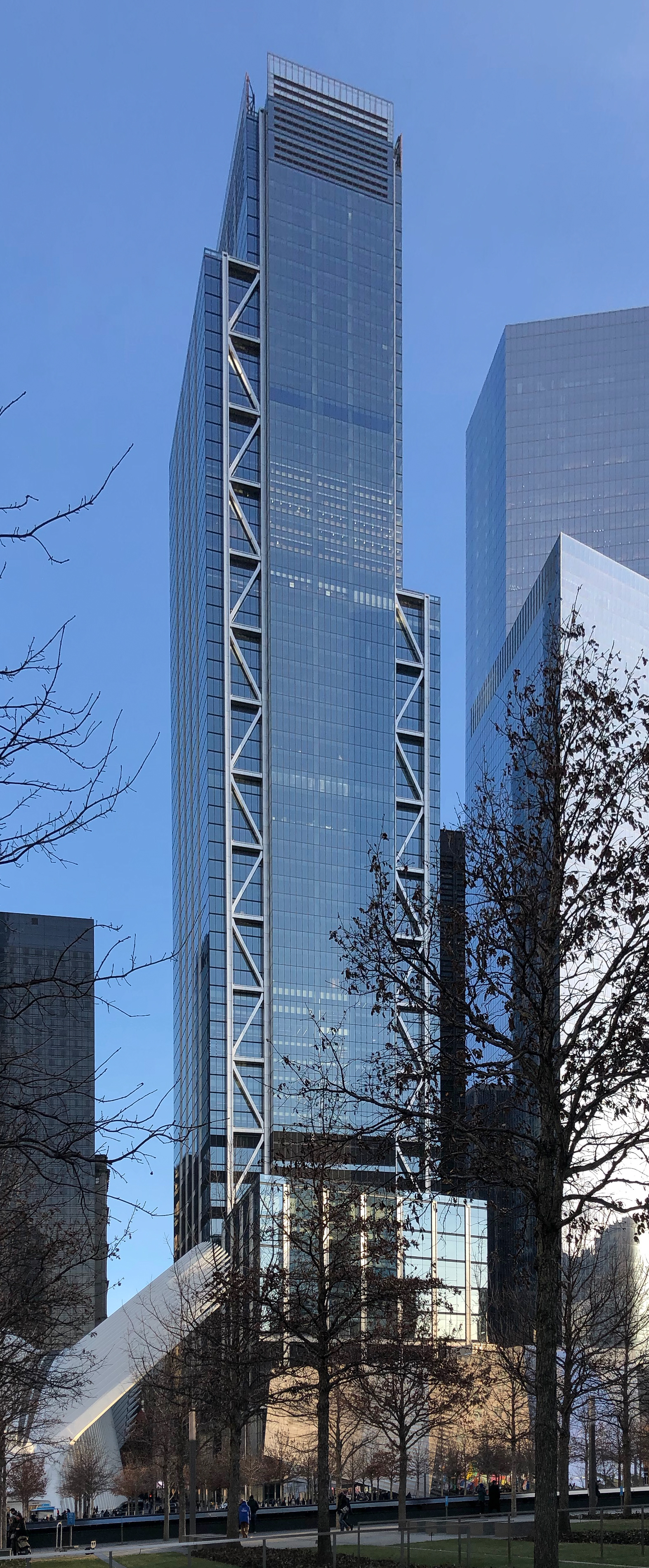
3 World Trade Center
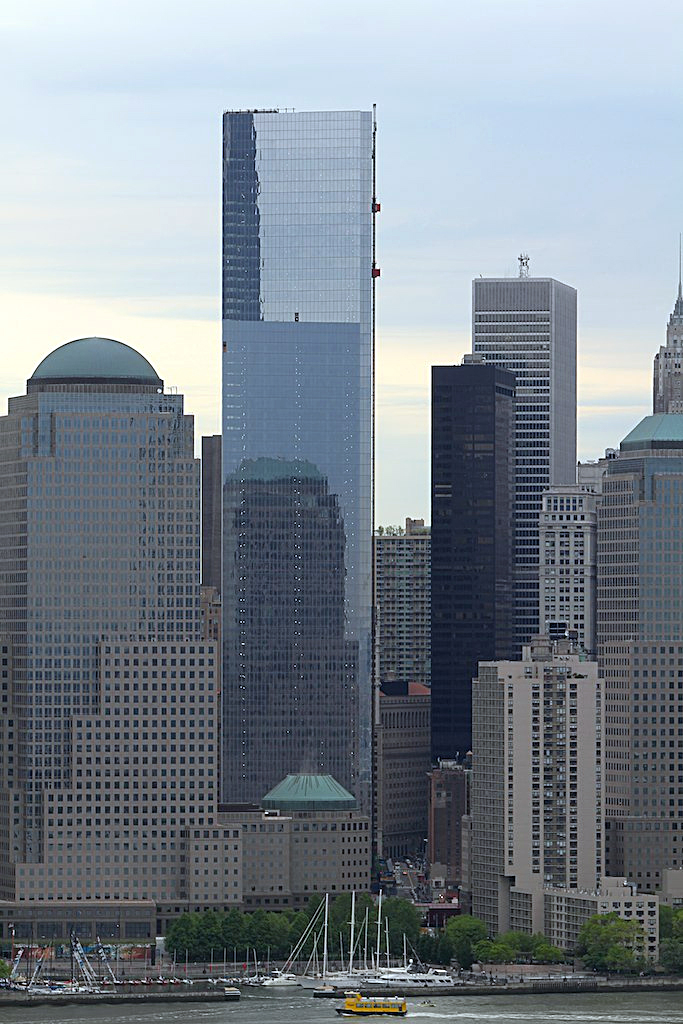
4 World Trade Center
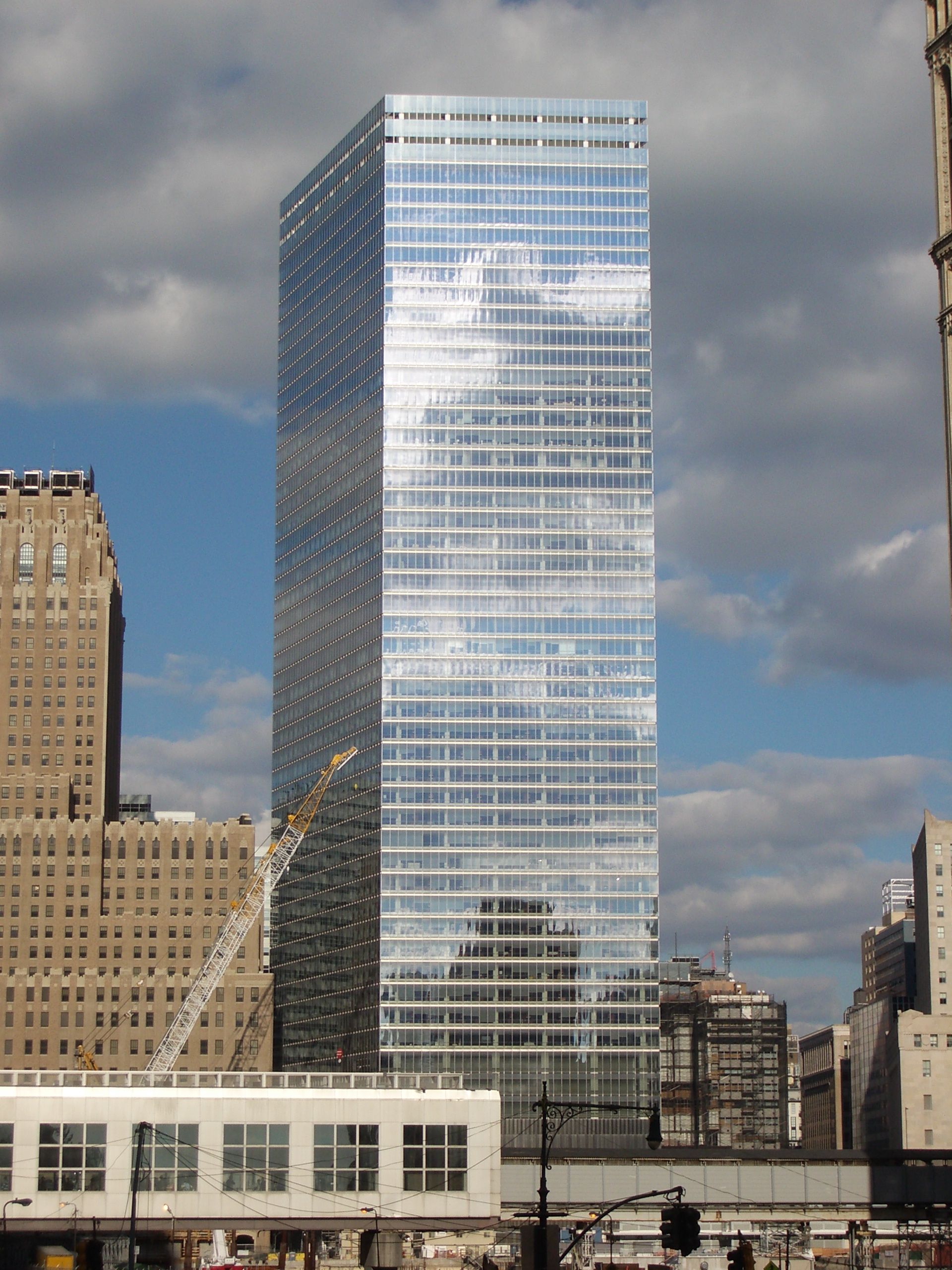
7 World Trade Center
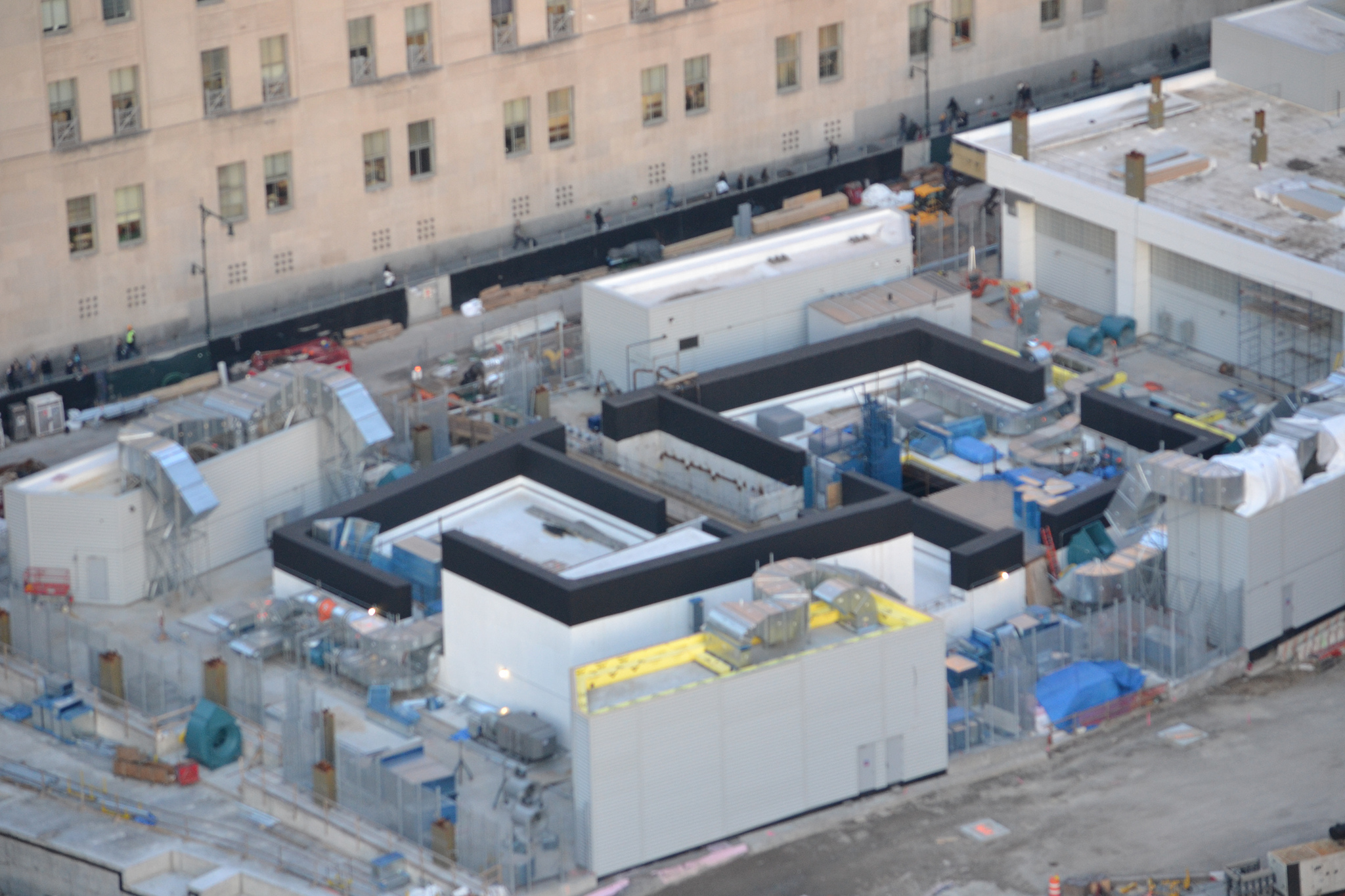
2 World Trade Center, Baustelle 2013

### Gemischte Nutzung
- 5 World Trade Center, 130 Liberty Street (Höhe: 280 Meter; Architekten Kohn Pedersen Fox), 1325 Wohnungen, einige Büroeinheiten, Einzelhandel, Baubeginn und Fertigstellungstermin stehen noch nicht fest.[12][10]

### Weitere Bauten und Einrichtungen
Zum World Trade Center Komplex gehören weitere neuerrichtete Bauten und ein Park.
- National September 11 Memorial & Museum, Eröffnung des Museums der Gedenkstätte am 15. Mai 2014.
- Performing Arts Center am World Trade Center (PAC), auch kurz „Performing Arts Center“ oder „6 World Trade Center“ genannt, nach Ronald Perelman benanntes Zentrum für darstellende Kunst, eröffnet am 13. September 2023.
- World Trade Center (PATH-Station), U-Bahn-Station.
- Shopping Center Westfield World Trade Center mit „Oculus“.
- Liberty Park, eröffnet 2016.
- St. Nicholas Greek Orthodox Church, Griechisch Orthodoxe Kirche.

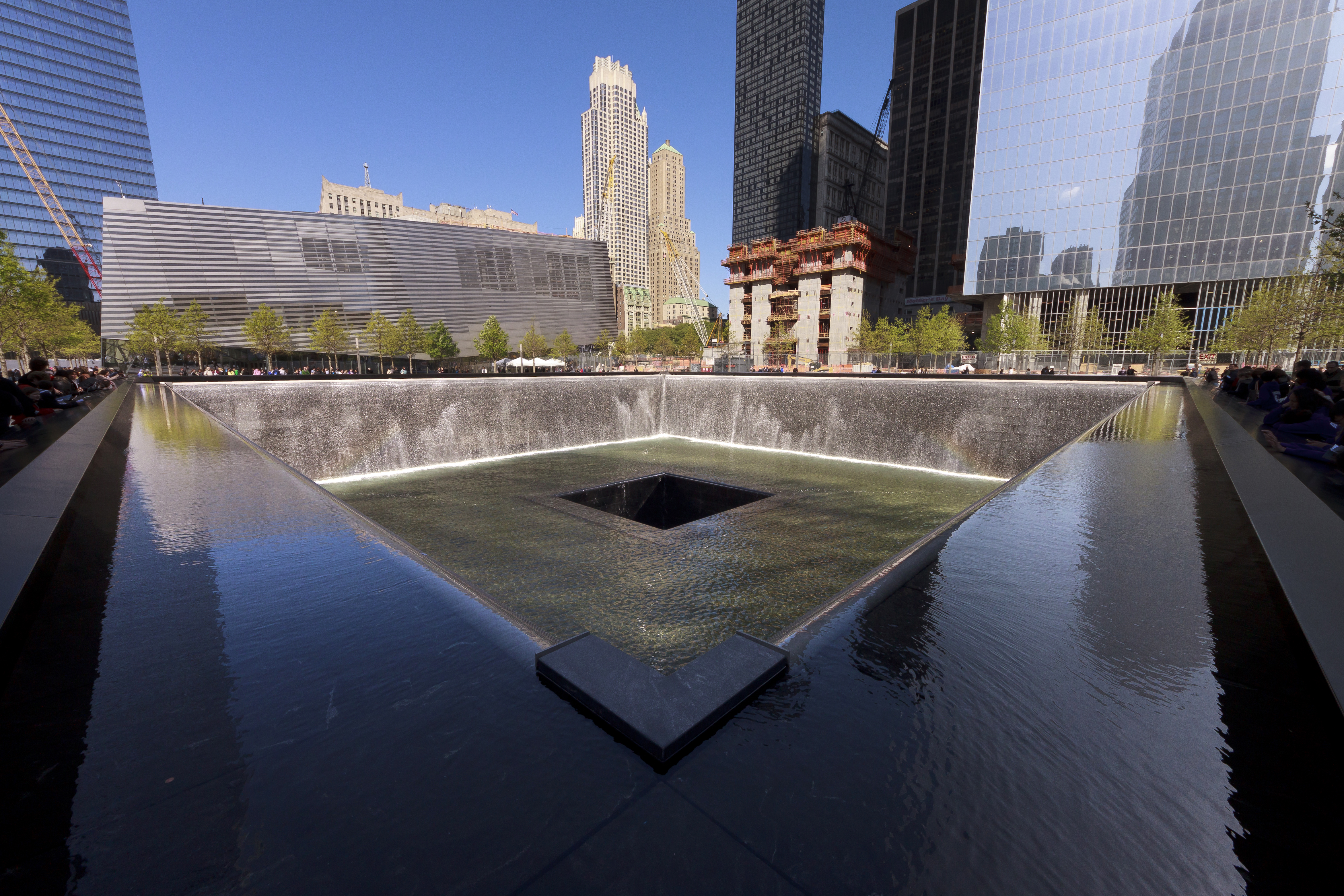
National September 11 Memorial „South Pool“
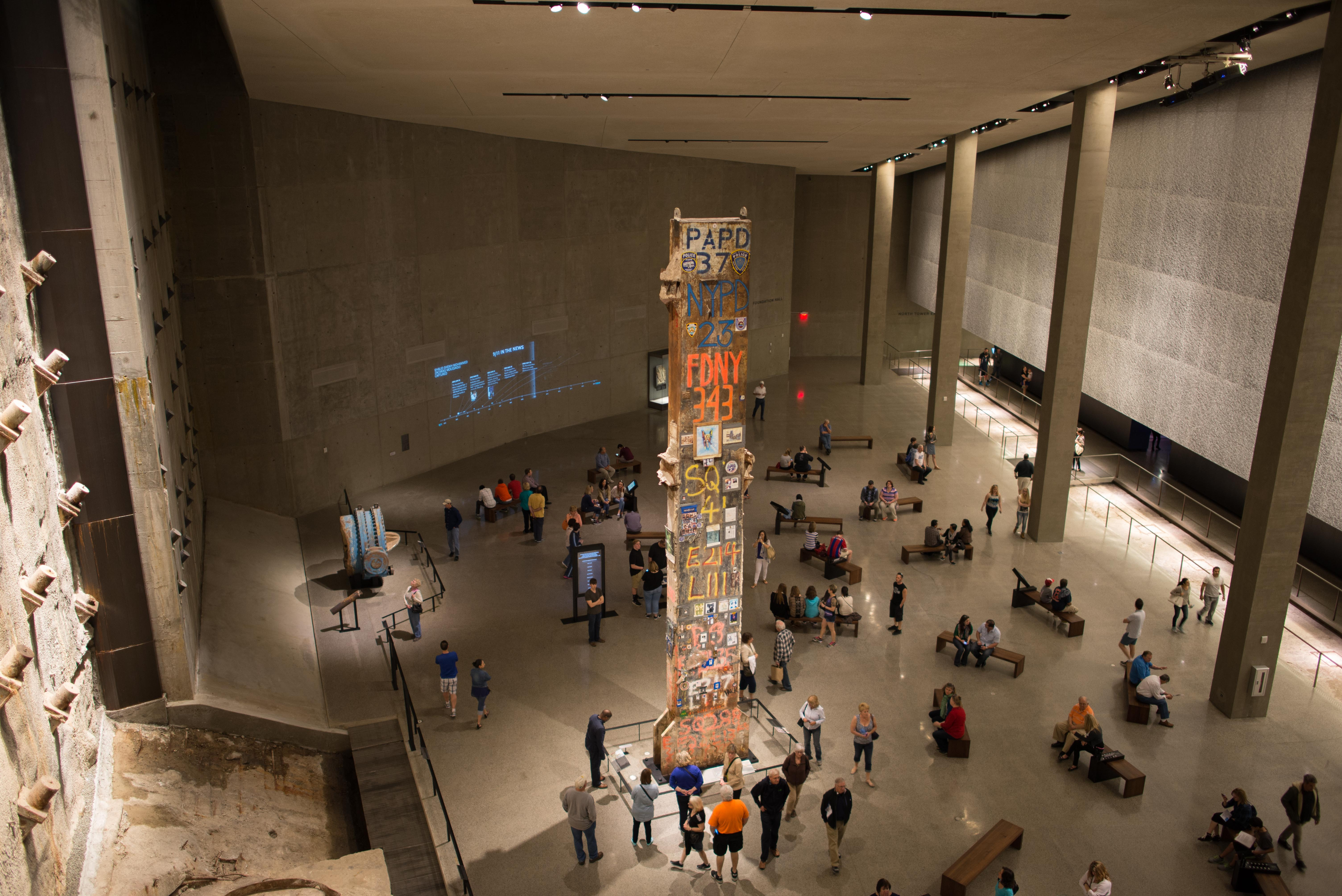
Museum, Haupthalle
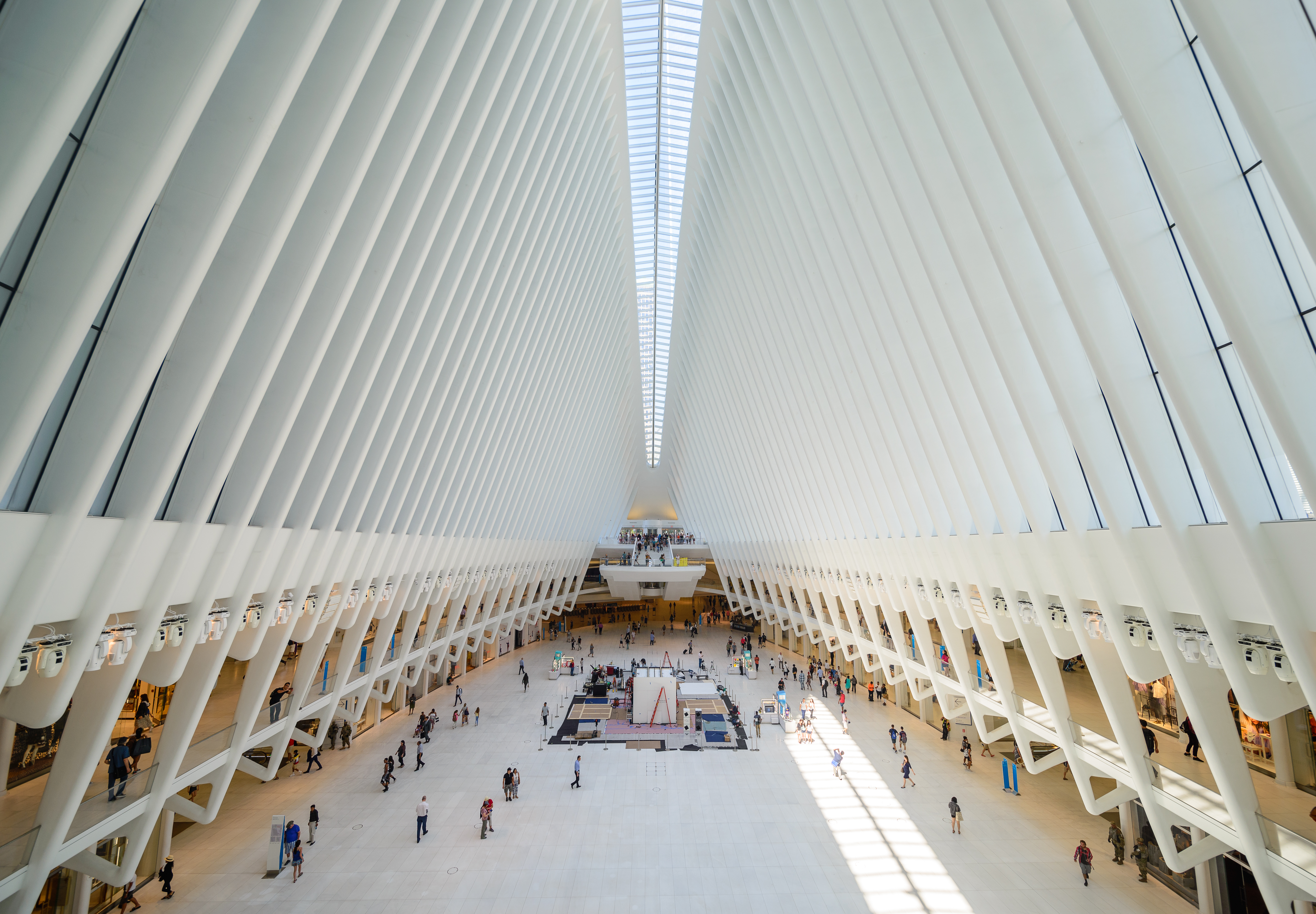
Westfield World Trade Center im „Oculus“
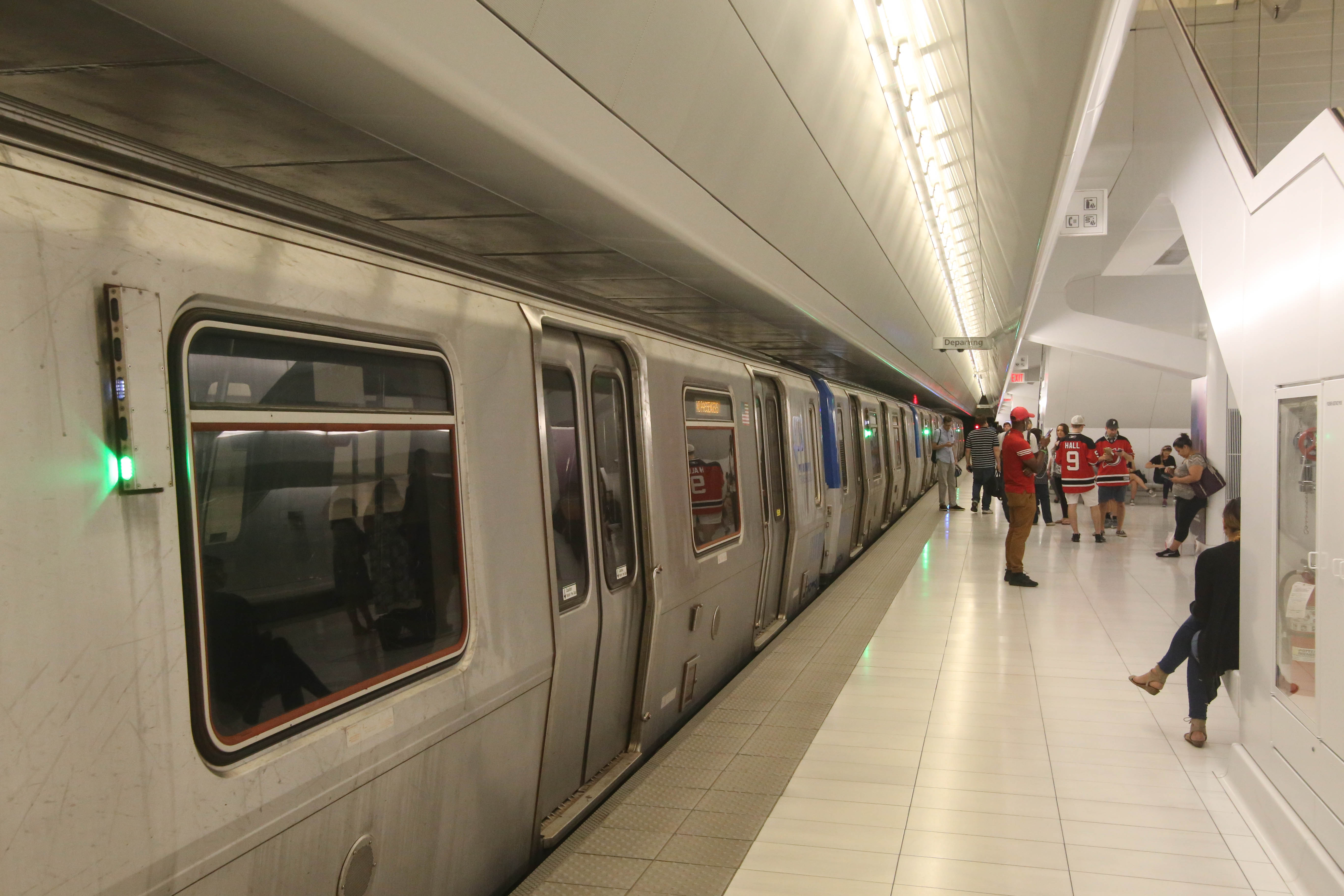
World Trade Center (PATH-Station)
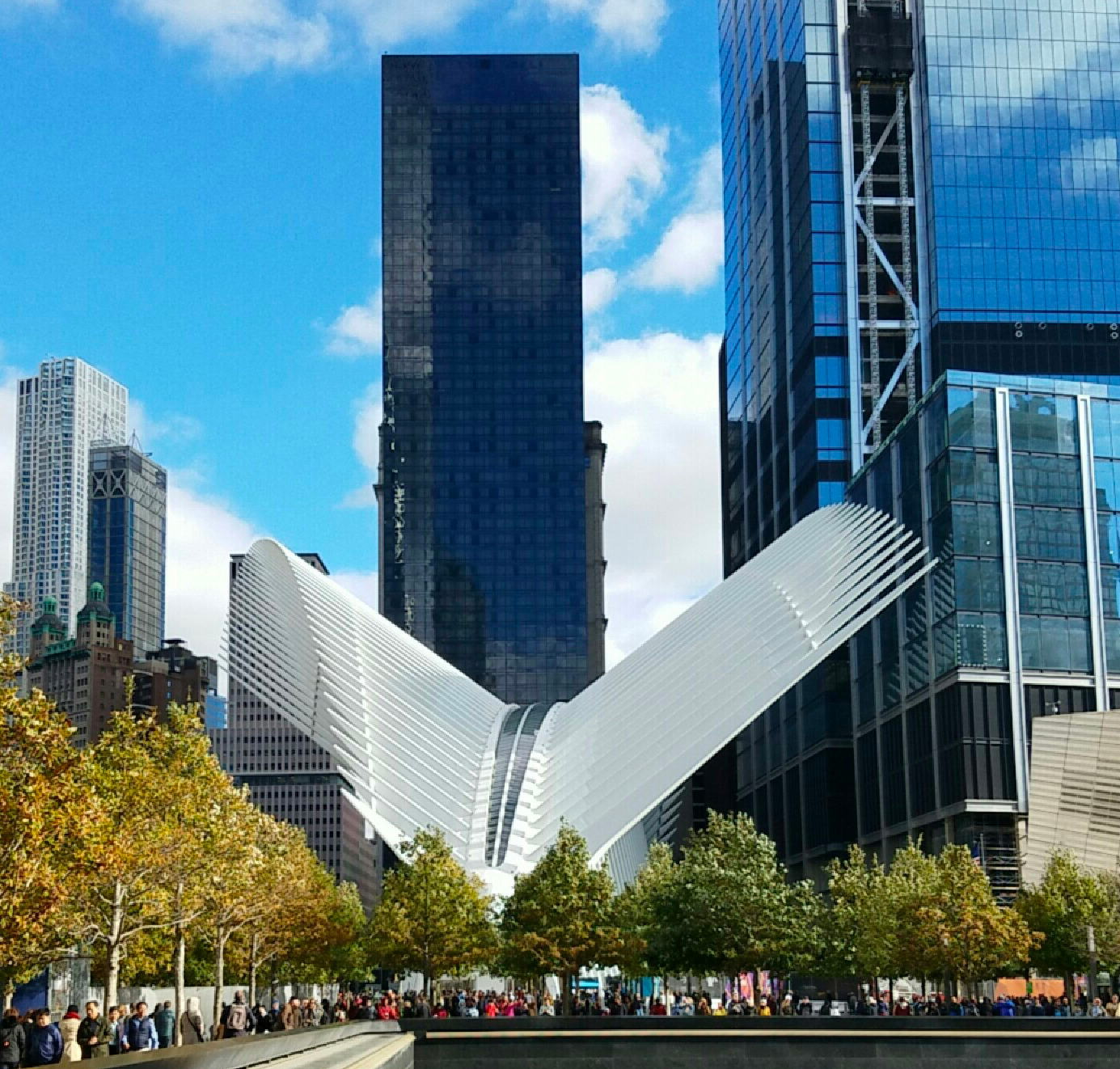
Oculus, Haupthalle der PATH-Station
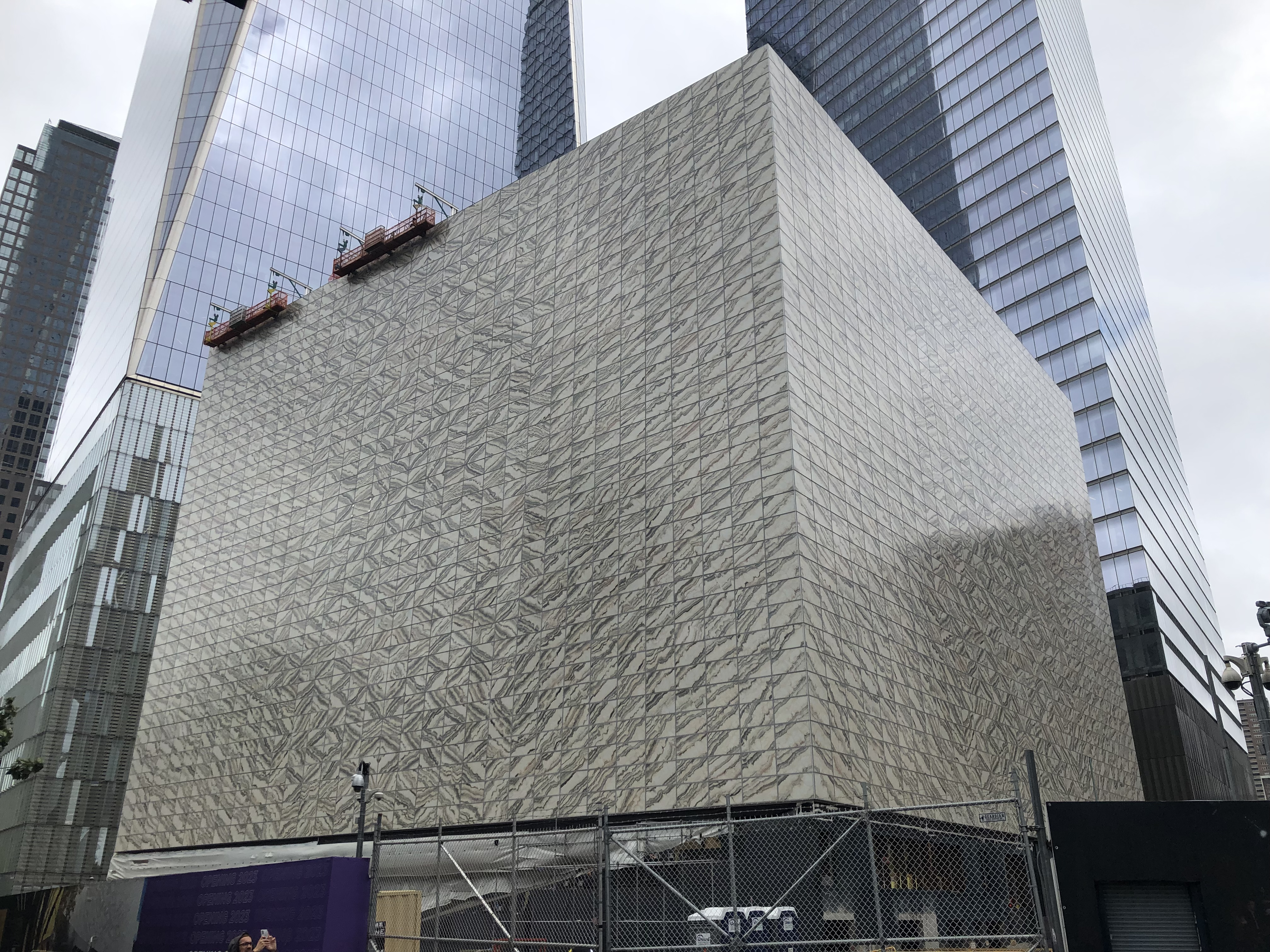
Performing Arts Center im Oktober 2022
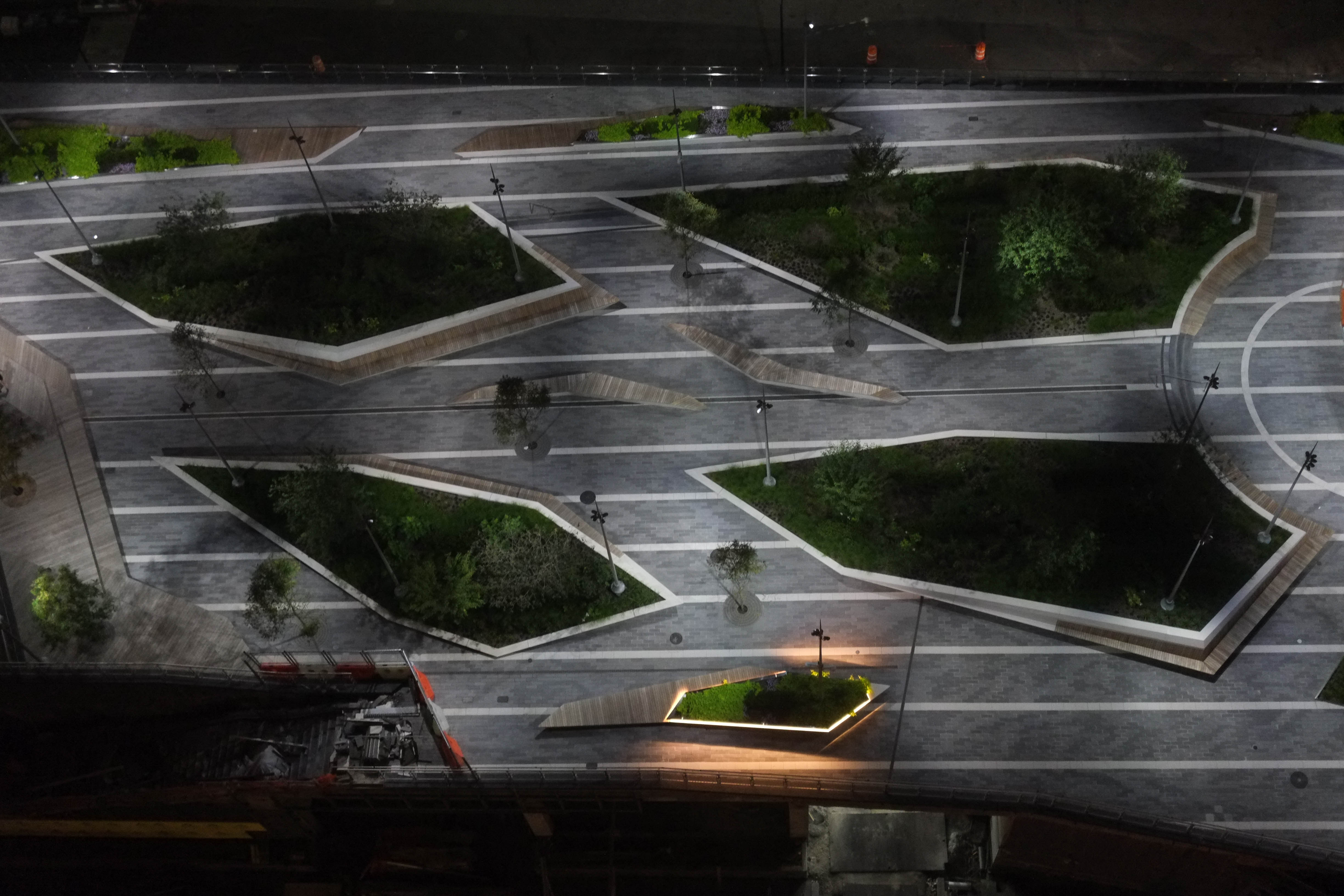
Liberty Park
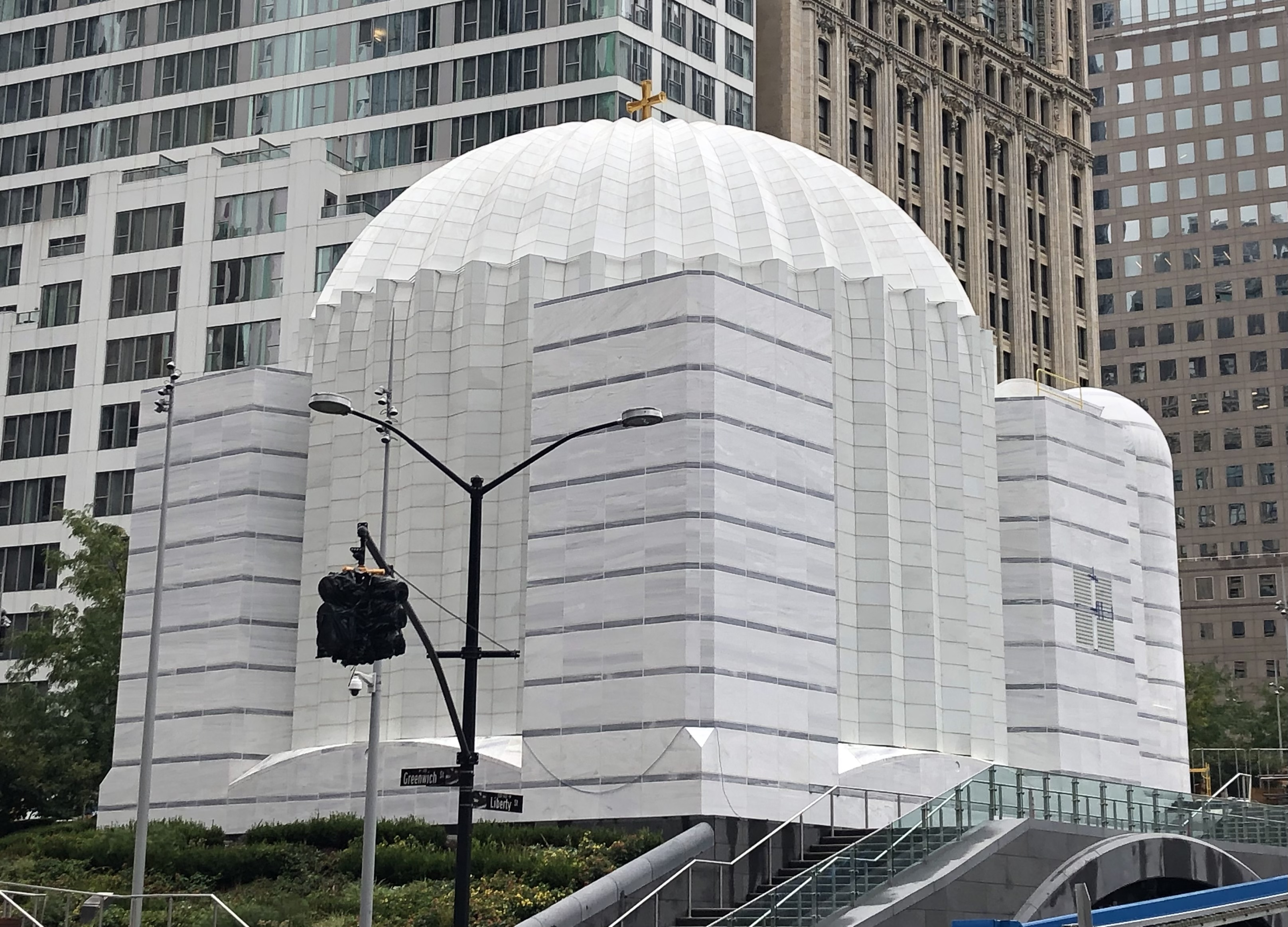
Nicholas Greek Orthodox Church, Oktober 2022